# Нирвана (фильм, 2008)
«Нирвана» — российский кинофильм, драма, снятый в 2008 году режиссёром Игорем Волошиным. Фильм посвящён проблемам молодёжи.

## Сюжет
История разворачивается в России в начале 2000-х. Девушка Алиса решила искать счастья в Петербурге. Там она начинает работать медсестрой и снимает комнату в доме, где постоянно темно. Её соседями оказываются наркоманы — девушка Вэл со своим парнем Валерой Мёртвым. Вэл работает бартендером в ночном клубе. Она давно разочаровалась в людях, никому не верит, доверяет только самой себе. Единственный, кто ещё как-то поддерживает её и пытается удержать от последнего шага, — её парень. Но он начинает изменять Вэл с Алисой, о чём вскоре узнает сама Вэл. Это приводит к серьёзным конфликтам между девушками. Но однажды Алиса помогает Вэл, спасая ей жизнь, после чего начинается их дружба.
В это время пропадает Валера, но Вэл не особо беспокоится, думая, что он опять с кем-то загулял. Вскоре выясняется, что его похитили люди, которым он задолжал крупную сумму денег; они присылают Вэл его отрезанный палец, требуя заплатить за любимого. Алиса помогает в спасении Мёртвого, рискуя жизнью; девушки влезают в долги, чтобы насобирать необходимую сумму. После спасения парня Вэл продает свой мотоцикл, чтобы отдать хотя бы часть денег. Спасённый Валера пытается уйти насовсем, но сталкивается с Алисой, которая пытается его остановить. Позже девушка понимает, что Мёртвый украл деньги, вырученные от продажи мотоцикла, и пытается догнать его, но безуспешно.
Вскоре Вэл умирает от передоза и является Алисе в виде галлюцинации после изрядной дозы принятых Алисой наркотиков. Вэл пророчит ей долгую жизнь и просит больше не увлекаться наркотиками. Она говорит Алисе, чтобы та уезжала из Питера в Москву. Девушка, придя в себя, собирает вещи и покидает съемную квартиру. Фильм заканчивается видом питерской улицы, по которой уходит вдаль Алиса.

## Создатели фильма
- Режиссёр: Игорь Волошин
- Сценарий: Ольга Ларионова
- Продюсер: Сергей Сельянов
- Оператор: Дмитрий Яшонков
- Композитор: Александр Копейкин

## В ролях
| Актёр             | Роль               |
| ----------------- | ------------------ |
| Ольга Сутулова    | Алиса              |
| Артур Смольянинов | Валера Мёртвый     |
| Мария Шалаева     | Вэл                |
| Михаил Евланов    | Ларус              |
| Татьяна Самойлова | Маргарита Ивановна |
| Олег Гаркуша      | телохранитель Бако |